# Каменка (Калининский район)
Каменка — деревня в Калининском районе Тверской области, входит в состав Бурашевского сельского поселения. 

## География
Деревня расположена на берегу речки Каменка в 4 км на запад от центра поселения села Бурашево и в 13 км на юг от Твери, близ автодороги 28А-0480 Тверь — Лотошино.

## История
В конце XIX — начале XX века существовала деревня Желудьево, располагавшаяся на правом берегу Каменки, и погост Каменка на Волоколамском тракте из Твери.
В 1803 году на погосте Каменка была построена Богородицерождественская церковь с 3 престолами, распространена в 1876 году, метрические книги с 1780 года.
В конце XIX — начале XX века деревня Желудьево и погост Каменка входили в состав Щербининской волости Тверского уезда Тверской губернии. 
С 1929 года деревня Каменка входила в состав Бурашевского сельсовета Тверского района Тверского округа Московской области, с 1935 года — в составе Калининской области, с 2005 года — в составе Бурашевского сельского поселения.

## Население
| 1859 | 2002 | 2010 |
| ---- | ---- | ---- |
| 21   | ↗36  | ↗38  |